# Centrovert
Centrovert (též ambivert) (z lat. center, střed, ambo, oba, versus, obrácený) je termín pro osobnost mající jak introvertní, tak extrovertní rysy ve zhruba stejné míře. V odborné literatuře se nicméně tento výraz prakticky nevyskytuje.

## Charakteristika

### Utváření termínu

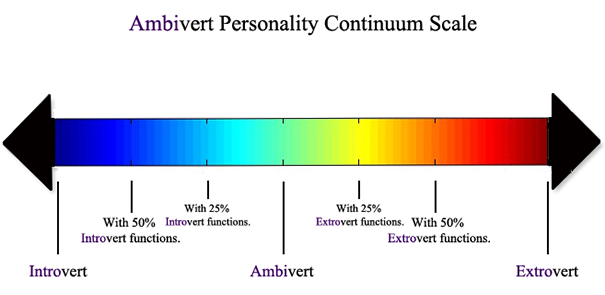
Umístění ambiverta (centroverta) v kontinuu introverze - extroverze

Termín centrovert vychází z analytické teorie osobnosti podle C. G. Junga, který definoval temperamentní dimenzi introverze a extroverze. Ačkoli Jung introverzi a extroverzi neodlišoval striktně a uznával proměnlivost osobnostních rysů vlivem stárnutí, tento výraz poprvé definoval až americký sociolog Kimball Young v roce 1927. Na rozšíření termínu centroverze se v polovině 20. století podílel i britsko-německý psycholog Hans Eysenck.

### Kontinuum od introverze k extroverzi
K popisu centroverze přispěl také americký profesor psychologie J. D. Higley, který popsal odlišnosti introvertů a extrovertů následujícím citátem: ,,Jsou-li introverti a extroverti „severem a jihem temperamentu“, pak centroverti představují rovník" (Löhken, 2014, s. 75). 
Kontinuum samotné je pak definováno pomocí Gaussovy křivky, kdy se v krajních pólech vyskytují na jedné straně introverti a na opačné straně extroverti - většinovou část tvoří méně vyhraněné osobnosti a uprostřed křivky se nachází právě centroverti, kteří mají sklony více či méně inklinovat k introverzi a extroverzi (Löhken, 2014, s. 75). Touto teorií se tudíž Higley shodl s Jungem, neboť oba vylučují vysoký počet silně vyhraněných osobností v lidské populaci.

### Psychofyzický základ
Stejně jako u introvertů a extrovertů existuje u centrovertů biologický přístup, který popisuje biologické předpoklady pro povahové rysy. Americký profesor psychologie Adam Grant uvádí, že centroverti se přibližují optimálnímu rozmezí vzruchů v mozkové kůře, zatímco u extrovertů velmi často dochází k nedostatečné stimulaci. To je důvod, proč extroverti velmi často vyhledávají zábavu ve společnosti a introverti, u kterých naopak podle Eysencka dochází ke stimulaci velmi snadno, vyhledávají klidnější prostředí s nižším počtem podnětů.

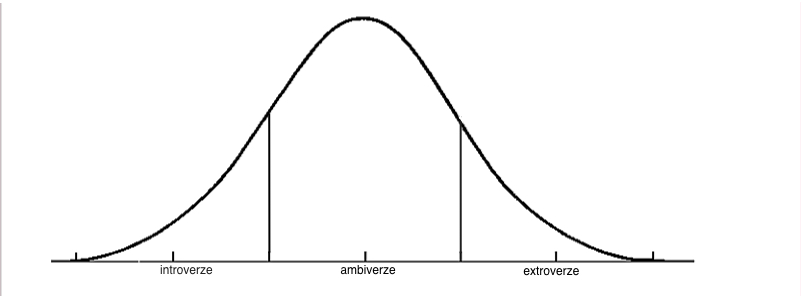
Kontinuum introverze - extroverze znázorněné pomocí Gaussovy křivky

## Osobnostní rysy centroverta
Jednou z nejvýznamnějších výhod centroverta je bezpochyby variabilita jeho osobnostních rysů. Zvládá přizpůsobit svou komunikaci jak extrovertům, tak introvertům. Dochází tedy k lepšímu porozumění než mezi introvertem a extrovertem, kde je pravděpodobnost nesrovnalostí vyšší. (Löhken, 2014, s. 235).
Eysenck v roce 1947 uvedl, že centrovert má nejlepší předpoklady pro emoční stabilitu. Zatímco introverty popsal jako hypersenzitivní jedince a extroverty jako osobnosti těžko ovlivnitelné situací, označil centroverty v této souvislosti za stabilní normu.
Vedle univerzality a stability mezi silné vlastnosti centrovertů patří také intuice, která je velmi výhodná během komunikace. Intuitivní chování se podle Daniela Pinka projevuje pohotovým přizpůsobením k určité situaci a centroverti tudíž přirozeně vědí, kdy a jak se v určitém prostředí zachovat. Své tvrzení shrnul do citátu: „Vědí, jestli mají promluvit nebo mlčet, vědí, kdy mají zjišťovat nebo odpovídat a kdy je vhodné naléhat a kdy se držet v pozadí.“ (vlastní překlad)

## Centrovert na pracovním trhu
Německá psycholožka Sylvia Löhken předpokládá, že centrovertní rysy vyjadřují dobrou univerzalitu v komunikaci jak s introverty, tak s extroverty (Löhken, 2014, s. 76). Jejich flexibilita je tudíž výborným předpokladem pro úspěšnost na obchodním trhu. Na základě studie Adama Granta z roku 2013 byly domněnky potvrzeny. Grant na základě osobnostního testu rozdělil účastníky experimentu do tří skupin na introvertní, extrovertní a centrovertní prodejce. Probandi nabízeli zákazníkům zboží a celkový výdělek byl přepočítán na hodinovou tržbu. Výsledek svědčí o tom, že centroverti vydělali o 24% více než extroverti a konkurenty mezi introverty překonali o 32%. Grant výsledek vysvětluje přizpůsobivostí centrovertů v určitých situacích a dokážou tím lépe vyhovět individuálním potřebám zákazníků. Dobrá výchozí pozice tak dělá z centrovertů dobré zaměstnance na trhu práce zejména v oborech vyžadujících komunikaci, např. diplomacie, marketing, psychologie atp.